# Joe Pass
Joe Pass, nascido Joseph Anthony Passalaqua, (New Brunswick, 13 de janeiro de 1929 — Los Angeles, 23 de maio de 1994) foi um guitarrista de jazz norte-americano.

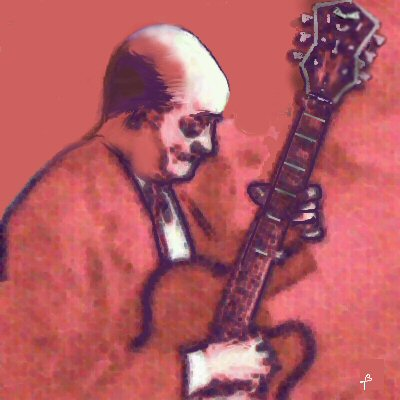
Joe Pass, pintura por Jules Grandgagnage

Joe foi um dos maiores nomes da guitarra de jazz
Joe começou a tocar guitarra aos 9 anos de idade e já aos 14 tocava em conjuntos profissionais quando ainda estava no colégio, entre outros com a banda  de Tony Pastor. Tocou com Charlie Barnet em 1947 e depois foi prestar o serviço militar.
Após ser dispensado, passou os anos 50 às voltas com um vício em drogas, tendo inclusive passado algum tempo na prisão por causa disso.
Em 1962, livre das drogas, graças a um trabalho de  reabilitação na Synanon Foundation, retornou para o mundo da música (ou melhor, ingressou, uma vez que até então era quase um desconhecido).
Tocou com Gerald Wilson, Les McCann, George Shearing, Benny Goodman, Ella Fitzgerald, Count Basie, Duke Ellington e Dizzy Gillespie.

## Estilo e Virtuosismo
A atração pelo violão começou aos 9 anos. Quando tinha 16, largou escola e família e foi para Nova York tentar a vida. Conseguiu emprego em bons grupos que se apresentavam em clubes noturnos. 
Ele só virou estrela quando já era músico maduro, depois de dois episódios que transformaram sua vida.
O primeiro, sua internação na clínica de recuperação de drogados da Fundação Synanon, em Santa Mônica, Califórnia, pôs fim a 12 anos de infindáveis problemas legais, médicos e de personalidade.
O segundo, o encontro com o maior produtor do jazz contemporâneo, Norman Granz, o colocou em contato com os monstros sagrados da música e na linha de frente do mundo artístico.
Até 1970, Pass era um músico de estúdio quase anônimo, participando em formações de acompanhantes de dezenas de artistas.
Depois, na gravadora Pablo, de Granz, gravou cerca de 20 discos individuais e 50 em dueto, trio ou em conjunto com outros músicos de porte.
O estilo de Pass, que tocava com os dedos, sem palheta ("decidi sacrificar a velocidade para poder fazer música"), se marcava em especial pela grande imaginação harmônica nas baladas românticas, embora seu ritmo nos tempos rápidos também fosse apreciado pelo público.
"Eu acho que tocar violão foi um presente de Deus. Não consigo me lembrar como isso começou", dizia Joe, que nasceu Joseph Anthony Passalaqua, de família pobre de imigrantes, em New Bruswick, Nova Jersey, costa leste dos EUA.
Depois do seu encontro com Granz, gravou discos que lhe renderam vários prêmios, prestígio e dinheiro.
Entre eles, a série solo "Virtuoso" (iniciada em 1973), "The Trio" (com Oscar Peterson e Niels Pedersen, que ganhou o Grammy em 1974), três duetos com Ella Fitzgerald, outros tantos com Sarah Vaughan.
Com Ella, Pass também fez o "songbook" de Antonio Carlos Jobim, em 1980. Ele gostava de música brasileira, embora não tenha se especializado nela como seu colega Charles Byrd.
Outros grandes sucessos em disco foram: "Portraits of Duke Ellington" (1974), "We Will Be Together Again" (1985) e "Summer Nights" (1989).
Entre as recriações mais famosas que fez estão as de "Stella by Starlight" (de Ned Washington e Victor Young, 1946), "Cherokee" (de Ray Noble, 1938) e "Speak Low" (de Ogden Nash e Kurt Weill, 1943).
Apesar de tanto êxito nos discos, Joe Pass dizia preferir o trabalho ao vivo ao de estúdio. O grande prazer de sua vida permaneceu sendo tocar em clubes noturnos, como fez no início da carreira.
Faleceu em 1994 devido a um câncer no fígado, era casado com Ellen Pass e teve dois filhos: Nina e Joe Jr. 

## Discografia

### Álbuns Solo
- The Stones Jazz
- Virtuoso
- Virtuoso II
- Virtuoso III
- Virtuoso IV
- Virtuoso Live!
- At Montreux Jazz Festival
- Montreux '77 - Live
- I Remember Charlie Parker
- University of Akron Concert
- Blues for Fred
- What Is There to Say
- Songs for Ellen
- Unforgettable
- Blues Dues

### Com Paulinho Da Costa
- Tudo Bem

### Com Oscar Peterson
- A Salle Pleyel
- Porgy and Bess
- The Good Life (with Niels Pedersen)
- The Trio
- The Paris Concert (with Niels Pedersen)
- The Giants (with Ray Brown)
- If You Could See Me Now (with Niels Pedersen, Martin Drew)
- Night Child

### Com Niels-Henning Ørsted Pedersen
- Chops
- Northsea Nights
- Digital III at Montreux (1979)

### Com Ella Fitzgerald
- Take Love Easy (1973)
- Sophisticated Lady
- Fitzgerald and Pass… Again|Fitzgerald and Pass…Again (1976)
- Speak Love (1983)
- Easy Living (1986)

### Com Moacir Santos
- The Maestro (1974)

### Com outros guitarristas
- For Django (with John Pisano)
- Joe's Blues (with Herb Ellis)
- Jazz Concord (with Herb Ellis)
- Seven Come Eleven (with Herb Ellis)
- Two for the Road (with Herb Ellis)
- Ira, George And Joe (with John Pisano)
- Summer Nights (with John Pisano)
- Appassionato (with John Pisano)
- Duets (with John Pisano)
- Live at Yoshi's (with John Pisano)
- My Song (with John Pisano)